# Увац
Увац е река, която се намира в Сърбия и Босна и Херцеговина.
Каньонът на реката е обявен за резерват. Намира се в югозападна Сърбия в рамките на Стари Вис – Рашка. Той е заобиколен от планини Златар, Муртеница, Чемерница, Явор и Ядовник и заема площ от 7543 хектара. Максималната надморска височина е 1322 метра. Районът на резервата е обитаван и от белоопашат орел, сурски орел, орел-мишелов, многобройни видове ястреби и сови, както и други птици. В чистите води на реката се срещат 24 вида риба.

## Галерия
- Меондри на Увац